# Oskar Wetzell
Pour l’article homonyme, voir Wetzell.
Oskar Wetzell, né le 5 décembre 1888 à Helsinki et mort le 28 novembre 1928 à Helsinki, est un plongeur finlandais sourd et il est le premier sourd participant aux jeux Olympiques en 1908 et en 1912.

## Biographie
Oskar Wetzell est devenu sourd après avoir été malade alors qu'il n'avait que deux ans. Il a été envoyé à l'école des sourds, à Porvoo, à l'âge de sept ans.
Il a épousé Selma Maria Forsström en 1916 et ils ont eu ensemble quatre enfants. Il est décédé à cause de cancer d’estomac.

## Carrière sportive

### Jeux Olympiques
Il a participé aux Jeux Olympiques de Londres en 1908 et aux Jeux Olympiques de Stockholm en 1912, où il a concouru dans les épreuves de plongeon. Il n'a cependant pas remporté de médaille.

### National
Il a remporté huit championnats nationaux finlandais en plongeon:
- Plongée au trampoline: 1908, 1909, 1912, 1913 et 1921
- Plateforme de plongée: 1909, 1911 et 1913